# 미겔 데 세르반테스 상
미겔 데 세르반테스 상(-賞, 스페인어: Premio Miguel de Cervantes 프레미오 미겔 데 세르반테스[*]) 또는 세르반테스 상은 스페인 작가 미겔 데 세르반테스의 이름이 붙은 스페인어 작가에게 수여되는 문학상으로, 영연방의 맨 부커 상과 유사한 스페인어권의 상이다. 그러나 맨 부커 상과는 다르게 일생 동안의 문학적 성취를 평가해서 단 한 번만 수여하므로 스페인어권에서 그 권위는 노벨 문학상에 버금간다. 1976년 제정되었다. 스페인 문화부가 수여하며 상금은 12만 5천 유로이다.

## 수상자 목록
| 연도 | 수상자 | 수상자                   | 국적       |
| ---- | ------ | ------------------------ | ---------- |
| 1976 |        | 호르헤 기옌              | 스페인     |
| 1977 |        | 알레호 카르펜티에르      | 쿠바       |
| 1978 |        | 다마소 알론소            | 스페인     |
| 1979 |        | 호르헤 루이스 보르헤스   | 아르헨티나 |
| 1979 |        | 헤라르도 디에고          | 스페인     |
| 1980 |        | 후안 카를로스 오네티     | 우루과이   |
| 1981 |        | 옥타비오 파스            | 멕시코     |
| 1982 |        | 루이스 로살레스          | 스페인     |
| 1983 |        | 라파엘 알베르티          | 스페인     |
| 1984 |        | 에르네스토 사바토        | 아르헨티나 |
| 1985 |        | 곤살로 토렌테 바예스테르 | 스페인     |
| 1986 |        | 안토니오 부에로 바예호   | 스페인     |
| 1987 |        | 카를로스 푸엔테스        | 멕시코     |
| 1988 |        | 마리아 삼브라노          | 스페인     |
| 1989 |        | 아우구스토 로아 바스토스 | 파라과이   |
| 1990 |        | 아돌포 비오이 카사레스   | 아르헨티나 |
| 1991 |        | 프란시스코 아얄라        | 스페인     |
| 1992 |        | 둘세 마리아 로이나스     | 쿠바       |
| 1993 |        | 미겔 델리베스            | 스페인     |
| 1994 |        | 마리오 바르가스 요사     | 페루       |
| 1995 |        | 카밀로 호세 셀라         | 스페인     |
| 1996 |        | 호세 가르시아 니에토     | 스페인     |
| 1997 |        | 기예르모 카브레라 인판테 | 쿠바       |
| 1998 |        | 호세 이에로              | 스페인     |
| 1999 |        | 호르헤 에드워즈          | 칠레       |
| 2000 |        | 프란시스코 움브랄        | 스페인     |
| 2001 |        | 알바로 무티스            | 콜롬비아   |
| 2002 |        | 호세 히메네스 로사노     | 스페인     |
| 2003 |        | 곤살로 로하스            | 칠레       |
| 2004 |        | 라파엘 산체스 페를로시오 | 스페인     |
| 2005 |        | 세르히오 피톨            | 멕시코     |
| 2006 |        | 안토니오 가모네다        | 스페인     |
| 2007 |        | 후안 헬만                | 아르헨티나 |
| 2008 |        | 후안 마르세              | 멕시코     |
| 2009 |        | 호세 에밀리오 파체코     | 멕시코     |
| 2010 |        | 아나 마리아 마투테       | 스페인     |
| 2011 |        | 니카노르 파라            | 칠레       |

## 국가별 수상자 수
| 스페인     | 19 |
| 아르헨티나 | 4  |
| 멕시코     | 4  |
| 칠레       | 3  |
| 쿠바       | 3  |
| 콜롬비아   | 1  |
| 파라과이   | 1  |
| 페루       | 1  |
| 우루과이   | 1  |
| 합계       | 37 |

## 같이 보기
- 맨 부커 상
- 카몽이스 상
- 러시아 부커 상
- 나기브 마푸즈 메달